# Виленская икона Божией Матери
Ви́ленская ико́на Бо́жией Ма́тери — древний образ Богородицы, по преданию, написан евангелистом Лукой.
Икона долгое время была родовой святыней византийских императоров. По наиболее распространённой версии, в 1472 году икону привезла в Москву царевна София Палеолог, ставшая супругой великого князя Московского Ивана III. Существует также версия, не находящая широкой поддержки, что икона перешла к великому князю Московскому от князей Галицких, получивших некогда её в дар от византийских императоров.
В 1495 году великий князь Иван III благословил этой иконой свою дочь Елену при выдаче её замуж за великого князя Литовского Александра. В честь перенесения иконы в Вильно установлено празднование 28 февраля (15 февраля по старому стилю). После смерти Елены икону поместили над её гробницей в Пречистенском соборе в Вильне. После заключения Брестской унии икона перешла к униатам. Впоследствии икону перенесли в Виленский Свято-Троицкий монастырь.
Дважды русские цари пытались возвратить себе икону: 
- во время Ливонской войны в 1569 году за её возврат обещали отпустить 50 пленников, однако это предложение было отвергнуто;
- после взятия Вильно в 1655 году войсками Алексея Михайловича по его поручению виленский воевода Михаил Шаховской пытался найти икону, но она была вывезена в униатский монастырь в Королевец (Кёнигсберг).

Во время Первой мировой войны многие святыни были эвакуированы из прифронтовой зоны Литвы и Белоруссии, в том числе и Виленская икона. В 1915 году икону вместе с мощами Виленских мучеников привезли в московский Донской монастырь, и после этого её дальнейшая судьба неизвестна.
Празднование иконы совершается 15 (28) февраля (память её перенесения в Вильно) и 14 (27) апреля.

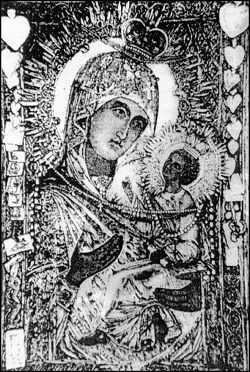
Утраченная чудотворная Виленская икона Божией Матери.
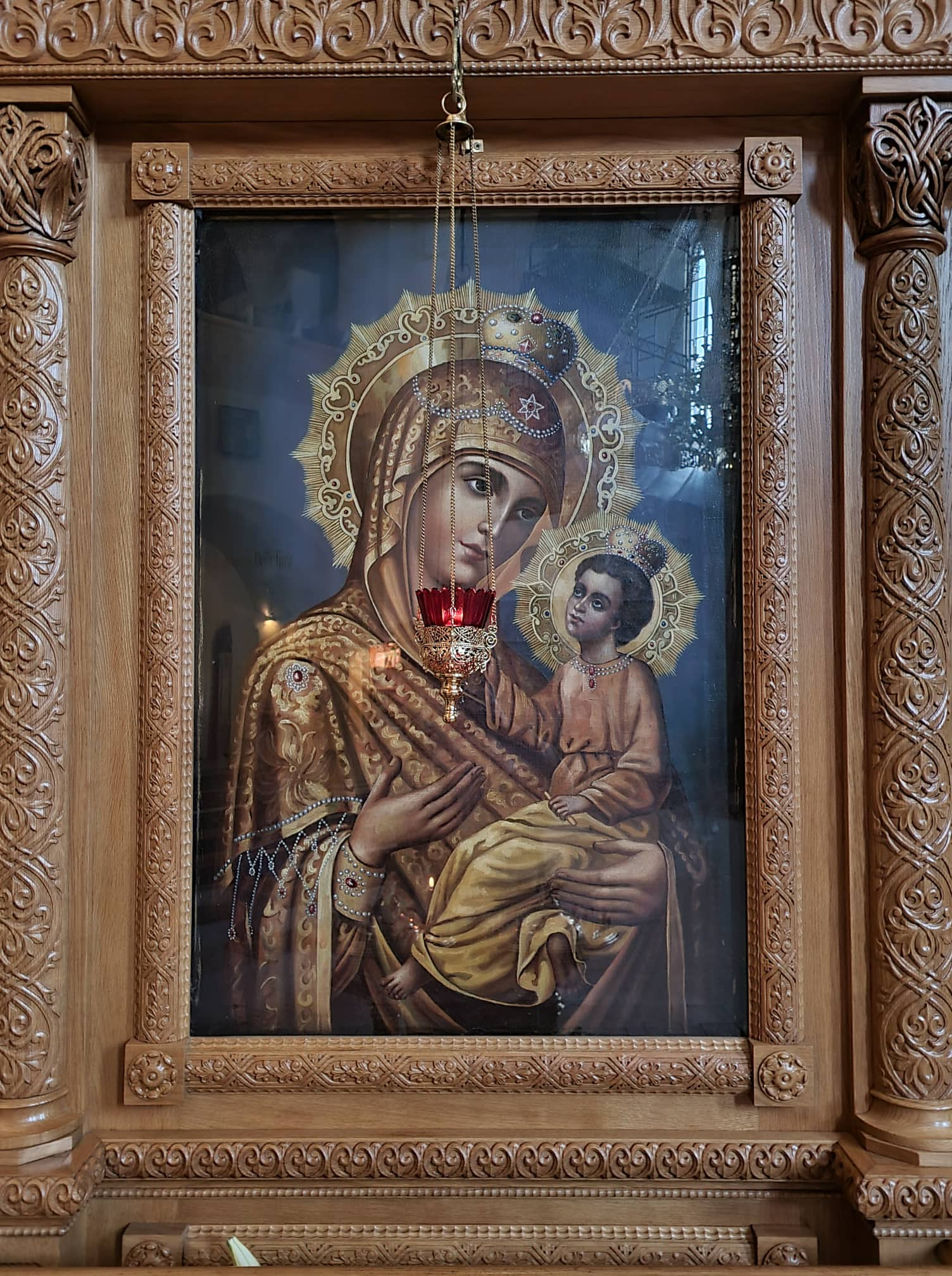
Список Виленской иконы Божией Матери, находящийся в Романовском (Константино-Михайловском) храме города Вильнюс.
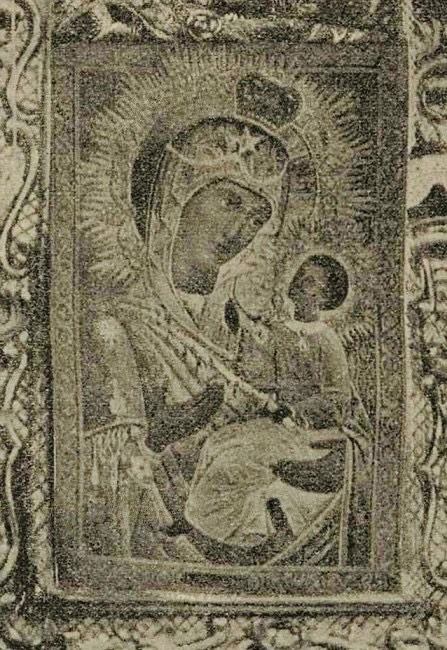
Виленская икона Божией Матери, изображение из книги А. Виноградова «Православная Вильна», 1905 год.